# Riko Debenjak
Riko Debenjak, slovenski akademski slikar in grafik, * 8. februar 1908, Kanal ob Soči, † 26. december 1987, Ljubljana.
Debenjak je bil eden vodilnih predstavnikov Ljubljanske grafične šole. Od prvih znanih Kraševk je razvil motive v abstraktne Drevesne skorje,  Magične dimenzije. Sodeloval je na vseh pomembnejših razstavah grafike doma in v sosednjih državah, kasneje pa tudi v tujini; v Parizu, Haagu, Berlinu, Zürichu, Portogruaru, Atenah, Solunu, Carigradu, Ankari, Aleksandriji, Kairu, Londonu, Brightonu, Johannesburgu, Tokiu, Osaki, Riu de Janeiru, Buenos Airesu, Sao Paulu, New Delhiju, New Yorku itd. 
Debenjak je ostal eden od stebrov Ljubljanske grafične šole, izjemno marljiv delavec, poznavalec tehnik in posebnosti tiskanja, raziskovalec možnosti izrazov v grafikah. 

## Življenje
Riko Debenjak se je rodil kot sedmi izmed devetih otrok zidarskemu mojstru Jožefu Debenjaku in Jožefi, rojeni Košir. Rod izhaja iz vasi Debenje ob Idrijci. Domačija, po domače - Pri Bajerjevih - je stala ob desnem bregu Soče. Po rojstvu so ga krstili za Andreja, kasneje pa za Riharda, klicali pa Riko.
Med 1. svetovno vojno je že kot otrok moral v begunstvo v Sv. Jurij pri Celju (današnji Šentjur), kjer je nadaljeval z obiskovanjem osnovne šole. V letih 1919 – 1923 je obiskoval realko v Ljubljani, naslednje leto pa učiteljišče v Tolminu. Ob začetku fašizma se je preselil k bratu Tonetu v Jugoslavijo, kjer je dobil službo pri železnici. Šolal se je v Beogradu, kjer je leta 1937 končal Umetniško šolo in nato še višji akademski tečaj slikarstva. Ob koncu študija je kot edini izmed vseh učencev razstavljal svoja dela skupaj s profesorji na Jubilejni jesenski razstavi, istega leta pa v Beogradu pripravil tudi svojo prvo samostojno razstavo, ki so jo obiskali tudi takratni slovenski predstavniki v beograjski vladi. Prodal je skoraj vse slike, dr. Korošec pa mu je pomagal, da je dobil jugoslovansko državljanstvo.
Odpotoval je v Pariz, kjer je študiral dela velikih mojstrov, obiskoval tečaj na Academie de la Grande Chaumiere, navezal stike z Venom Pilonom in drugimi umetniki. Na začetku leta 1939 je razstavljal skupaj z jugoslovanskimi umetniki v galeriji Bernheim Jeune.
Zaradi začetka 2. svetovne vojne je prekinil študij in se vrnil v Ljubljano, tu pa se je družil z umetniki v društvu Sedejeva družina in s skupino literatov imenovano Literarni klub, v kateri so bili Bogomir Magajna, Ivan Čampa, Jože Dular, Jože Kastelic in drugi.
Naslednje leto je hudo zbolel; prijatelji so organizirali razstavo njegovih del v Jakopičevem paviljonu in mu z izkupičkom od prodanih slik omogočili zdravljenje v Zavodu sv. Jožefa. Po nasvetu zdravnika je odpotoval k prijatelju Ivanu Čampi v Novo vas na Bloško planoto. Po večjih zapletih z italijanskimi oblastmi in po tragični smrti Čampe se je vrnil v Ljubljano.
Že leta 1943 je spoznal Božidarja Jakca ter se začel zanimati za grafiko. Naselil se je v ateljeju Riharda Jakopiča, kjer je tudi ustvarjal. Leta 1943 se je poročil z Berto Jakulin, profesorico klasičnih jezikov na Poljanski gimnaziji. Njegova poročna priča je bil Maksim Gaspari.

## Delo
- Od leta 1937 do 1950 se je v glavnem posvečal slikarstvu. Iz tega obdobja so dela Moja mati, Goriška Madona, Nunska cerkev, Beli križ - Piran, portret Alojza Gradnika, itd. Ukvarjal se je tudi z ilustracijo literarnih del in objavljal karikature v Pavlihi pod psevdonimom RIDE oz. DERI. Izdelal je vrsto fresk (Muza dela v Vili Torkar, Primorje v restavraciji Rio v Ljubljani ...) ter oblikoval osnutke za poštne znamke.
- Avgusta 1945 je sodeloval na razstavi slovenskih primorskih umetnikov v Trstu in Gorici.
- Leta 1948 je kopiral srednjeveške freske v podružnični cerkvi v Prilesju pri Plavah, leta 1948 pa Mrtvaški ples v cerkvi sv. Marije na Škrilju pri Bermu. Istega leta je postal profesor za grafiko na Šoli za umetno obrt v Ljubljani in se začel ukvarjati z novimi grafičnimi tehnikami (barvno akvatinto, litografijo, jedkanico ...)
- Leta 1950 je bil izvoljen za docenta na Akademiji upodabljajočih umetnosti v Ljubljani.
- Leta 1957 je na povabilo grafika J. Friedlaenderja odšel v Pariz v njegov atelje, kjer je ustvaril vrsto barvitih grafik s kraškimi motivi ter grafični list Človek in prostor kot odmev na prvi človekov polet v vesolje in oglašanje iz vesolja. Verjetno je sodeloval z G. Lestrange.
- Leta 1960 je prevzel vodstvo katedre za grafiko na Akademiji za likovno umetnost v Ljubljani.
- Leta 1962 je bil izvoljen za rednega profesorja, 1965 imenovan za rednega profesorja, 1972/73 pa za prorektorja ALU.
- Leta 1961 je bil izvoljen za predsednika umetniškega sveta Društva likovnih umetnikov Slovenije.
- V letih 1963 in 1964 je bil kot član Zveze likovnih umetnikov Jugoslavije tudi njen predsednik.
- Bil je tudi član jugoslovanske žirije na ljubljanski mednarodni grafični razstavi, član komisije za kulturne zveze s tujino v Beogradu, član mednarodnega društva XYLON.
- Od leta 1969 do leta 1973 je bil član Grupe 69.
- Leta 1973 se je upokojil, dokončal svoj najobsežnejši ciklus Magične dimenzije, ki je ponesel njegovo ime in ime ljubljanske grafične šole v svet. (Slovenska likovna zakladnica je dobila dela neprecenljive umetniške vrednosti: poleg znanih in priznanih iz vseh ciklov je dobila tudi najpomembnejša - Magične dimenzije; Riko Debenjak se je z njimi zapisal v zgodovino.[7]) Še vedno je organiziral samostojne razstave in sodeloval na skupinskih - tako doma, kot v tujini. Ponovno se je začel posvečati slikarstvu in ustvaril vrsto oljnih del, v glavnem s krajinskimi motivi in tihožitji. Del te serije je ponatisnil v starosti s pomočjo Mladinske knjige.

Kot profesor je na ljubljanski Akademiji vzgojil vrsto odličnih grafikov: Vladimirja Makuca, Andreja Jemca, Meška Kiarja, Janeza Bernika, Bogdana Borčiča, Janeza Boljko, Adrijano Maraževo, Danila Jejčiča, Borisa Jesiha, Lojzeta Logarja, Gorazda Šefrana, Dževada Hoza in Mersada Berberja.
Riko Debenjak ni samo v našem okviru začetnik pomembne nove grafične šole,
temveč tudi v mednarodnem strokovnem svetu često imenovan med piloti,  

gradniki sodobne svetovne reproduktivne grafike. — —Zoran Kržišnik

## Samostojne razstave
- 1937 - Beograd, Prostori Udruženja Istra - Trst - Gorica
- 1940 - Ljubljana, Jakopičev paviljon
- 1941 - Ljubljana, Jakopičev paviljon (z B. Jakcem in F. Miheličem)
- 1943 - Ljubljana, Galerija Obersnel
- 1952 - Trst, Galleria d'arte dello Scorpione
- 1952 - Gorica, Galleria comunale d'Arte
- 1953 - Ljubljana, Moderna galerija (s S. Kregarjem)
- 1954 - Maribor, Moderna galerija (s S. Kregarjem)
- 1954 - Beograd, Galerija Grafički kolektiv
- 1957 - Kanal ob Soči, Sejna dvorana občine
- 1957 - Portogruaro, Galleria comunale d'arte contemporanea
- 1957 - Pordenone, Galleria comunale
- 1958 - Tržič (Monfalcone), Piccola Permanente Forcessini
- 1958 - Novi Sad, Tribina mladih
- 1959 - Videm (Udine), Galleria del Girasole
- 1959 - Zagreb, Kabinet grafike JAZU (z F. Miheličem)
- 1960 - Ljubljana, Jakopičev paviljon (z V. Radojevićem)
- 1960 - Novo mesto, Dolenjski muzej
- 1960 - Slovenj Gradec, Umetnostni paviljon (s S. Batičem)
- 1961 - Ljubljana, Mala galerija
- 1961 - Celovec, Galerie 61
- 1961 - Beograd, Salon Moderne galerije
- 1962 - Bruselj, Librairie La Proue
- 1963 - Skopje, Rabotnički dom
- 1965 - Hagen, Karl-Ernest-Osthaus-Museum
- 1965 - Kanal ob Soči, Osnovna šola
- 1966 - Ljubljana, Mala galerija
- 1966 - Bremen, Kleine Grafik-Galerie
- 1966 - Bochum, Städtische Kunstgalerie
- 1968 - Sarajevo, Umjetnička (Mala) galerija
- 1968 - Pariz, Galerie La Hune
- 1968 - Zagreb, Galerija suvremene umjetnosti
- 1969 - Ljubljana, Moderna galerija
- 1969 - Niš, Umjetnička galerija - centar za kulturu
- 1969 - Novi Sad, Galerija savremene likovne umetnosti
- 1970 - Priština, Galerija Priština
- 1970 - Nova Gorica, Avla občinske skupščine (z Z. Kalinom)
- 1971 - Koper, Galerija Loža
- 1971 - Priština, Umjetnička galerija
- 1971 - Bled, Vila Bled
- 1972 - Ljubljana, Mala galerija
- 1972 - Krakov, razstava laureatov Grand Prix
- 1973 - Nürnberg, Schmidt-Bank Galerie
- 1973 - Ljubljana, 10. mednarodna graf. razstava - samostojna razstava nagrajenca
- 1973 - Piran, Mestna galerija
- 1974 - Ljubljana, Galerija Labirint
- 1974 - Banjaluka, Umjetnička galerija
- 1975 - Murska Sobota, Paviljon arh. F. Novaka
- 1975 - Maribor, Razstavni salon Rotovž
- 1976 - Ljubljana, Galerija Ars
- 1977 - Dunaj, Pallais Pallfy
- 1977 - Celovec, Aula slovenica
- 1977 - Kanal ob Soči, Galerija Rika Debenjaka
- 1979 - Kanal ob Soči, Galerija Rika Debenjaka
- 1979/80 - Kanal ob Soči, Galerija Rika Debenjaka
- 1981 - Kanal ob Soči, Galerija Rika Debenjaka
- 1982 - Ljubljana, Galerija Ars
- 1982 - Kanal ob Soči, Galerija Rika Debenjaka
- 1983 - Kanal ob Soči, Galerija Rika Debenjaka
- 1984 - Kanal ob Soči, Galerija Rika Debenjaka
- 1985 - Kanal ob Soči, Galerija Rika Debenjaka
- 1986 - Kanal ob Soči, Galerija Rika Debenjaka
- 1987 - Nova Gorica, Novo razstavišče Pokrajinskega arhiva
- 1987 - Kanal ob Soči, Galerija Rika Debenjaka
- 1988 - Špeter (San Pietro al Natisone), Beneška galerija
- 1988 - Kanal ob Soči, Galerija Rika Debenjaka
- 1988 - Nova Gorica, Goriški muzej Kromberk

## Knjižne ilustracije
- Bogomir Magajna, Zaznamovani: knjiga novel (COBISS) (Literarni klub, Ljubljana, 1940)
- Filip Terčelj, Vozniki (COBISS) (Sodalizio S. Ermacora, Gorica, 1940)
- Ivan Čampa, Mlin v grapi: idilična povest (COBISS) (Literarni klub, Ljubljana, 1940)
- Severin Šali, Srečavanja s smrtjo (COBISS) (Ljudska knjigarna, Ljubljana, 1943)
- Bogomir Magajna, Oživeli obrazi (COBISS) (Klas, Ljubljana, 1943)
- Matjaž Kunčič, Matjažek: pesmi za mladino (COBISS) (Nova založba, Ljubljana, 1943)
- Jeremijeve žalostinke, prevod: Simon Gregorčič (COBISS) (Ljudska knjigarna, Ljubljana, 1944)
- Emilijan Cevc, Preproste stvari (COBISS) (Nova založba, Ljubljana, 1944)
- Alojz Gradnik, Pesem o Maji (COBISS) (Narodna tiskarna, Ljubljana, 1944)
- Partizanski napevi (COBISS) (Propagandna komisija pri IOOF, Ljubljana, 1945)
- Simon Gregorčič, Izbrane pesmi Simona Gregorčiča (COBISS) (Slovenski knjižni zavod, Ljubljana, 1946)
- Daniel Defoe, Življenje in čudovite prigode pomorščaka Robinzona Kruzoa (COBISS) (Mladinska knjiga, Ljubljana, 1946)
- Petar Petrović Njegoš, Gorski venec (COBISS) (Državna založba Slovenije, Ljubljana, 1947)
- France Bevk, Tonček: povest (COBISS) (Mladinska knjiga, Ljubljana, 1948)
- Nikolaj Vasiljevič Gogolj, Taras Bulba (COBISS) (Mladinska knjiga, Ljubljana, 1948)
- Valentin Petrovič Kataev, Blešči se jadro mi samotno: roman (COBISS) (Mladinska knjiga, Ljubljana, 1948)
- France Bevk, Mati (COBISS) (Tiskarna Družbe sv. Mohorja, Celje, 1949)
- Victor Hugo, Gavroche (COBISS) (Mladinska knjiga, Ljubljana, 1949)
- France Prešeren, Uvod h Krstu pri Savici (COBISS) (Mladinska knjiga, Ljubljana, 1950)
- Fedor Ivanovič Tjutčev, Pesmi (COBISS) (Državna založba Slovenije, Ljubljana, 1951)
- Franc Ksaver Meško, Mladim srcem. Zv. 5 (COBISS) (Družba sv. Mohorja, Celje, 1951)
- Alojz Gradnik, Primorski soneti (COBISS) (Lipa, Koper, 1952)
- Alojz Gradnik, Harfa v vetru (COBISS) (Državna založba Slovenije, Ljubljana, 1954)
- Bogomir Magajna, Zgodbe o lepih ženah (COBISS) (Lipa, Koper, 1955)
- Ivan Čampa, Ivje se iskri (COBISS) (Lipa, Koper, 1962)
- Miroslav Krleža, Kervave kronike glas (COBISS) (Liber, Zagreb, 1971/72)
- Ludvik Zorzut, Ptička briegarca (COBISS) (Mohorjeva družba, Celje, 1974)

## Grafične mape in serijske izdaje grafik
- Kraška kariatida, 1957, barvna akvatinta (L'Oeuvre Gravée, Paris - Zürich, 1961)
- Razcep, 1964, barvna akvatinta in jedkanica (Overbeck - Gesellschaft, Lübeck, 1966)
- Zaznamovano, 1968, barvna akvatinta in jedkanica, Grafični list 68, I., (Naši razgledi in Moderna galerija, Ljubljana, 1968)
- Magične dimenzije CX, 1971, barvna jedkanica in akvatinta; 15 sodobnih slovenskih grafikov (Sekretariat za organizacijo mednarodnih grafičnih razstav, Ljubljana, 1971)

## Znamke
- Skupinske znamke OZN (serija poštnih znamk, skupaj z M. Sedejem) (1953)
- 12 spominskih znamk z motivi jugoslovanske umetnosti (1956)
- 14 znamk na temo Jugoslovansko gospodarstvo (1958)

## Scena
- Igor Stravinski: Lisica zvitorepka, Opera, Ljubljana (1955)

## Prejete nagrade
- 1948 - Levstikova nagrada za ilustracije
- 1957 - II. mednarodna grafična razstava, Ljubljana, nagrada Jakopičevega paviljona v Ljubljani
- 1957 - I. mednarodni grafični bienale, Tokio, II. nagrada (Ministrstva za zunanje zadeve)
- 1958 - II. mediteranski bienale Aleksandrija, Aleksandrija, zlata medalja za grafiko
- 1959 - V. Vienal de Sao Paulo, São Paulo, I. nagrada za najboljšega tujega grafika
- 1960 - Prešernova nagrada, Ljubljana, (za grafične stvaritve v letu 1959)
- 1960 - I. zagrebačka izložba jugoslovanske grafike, Zagreb, premija ljudskog odbora Zagreba
- 1960 - I. zagrebačka izložba jugoslovanske grafike, Zagreb, odkupna nagrada založniškega podjetja Zora v Zagrebu
- 1960 - 2nd International biennal exhibition of prints, Tokio, 2. nagrada
- 1961 - IV. medanarodna grafična razstava, Ljubljana, II. premija
- 1962 - II. zagrebačka izložba jugoslovanske grafike, Zagreb, 1. nagrada Fonda za pospeševanje likovnih umetnosti Moša Pijade v Beogradu
- 1962 - The 30th exhibition of the Japan Print Association, Tokio, srebrna plaketa
- 1964 - III. zagrebačka izložba jugoslovanske grafike, Zagreb, 1. nagrada Skupčine mesta Zagreb
- 1966 - IV. zagrebačka izložba jugoslovanske grafike, Zagreb, 1. nagrada JAZU
- 1966 - 50th Annual Exhibition of the Society of Canadian Painters, Etchers and Engravers, Toronto, srebrna plaketa - Memorial S. A. Reid Award
- 1967 - III. trienale likovnih umetnosti, Beograd, zlata plaketa za grafiko
- 1967 - III. trienale likovnih umetnosti, Beograd, srebrna plaketa Zveze likovnih umetnikov Jugoslavije
- 1968 - V. zagrebačka izložba jugoslovanske grafike, Zagreb, 1. premija Sekretariata za prosveto, kulturo in telesno kulturo SR Hrvatske
- 1968 - 2. Miedznarodowe biennale grafiki, Krakow, 1. premija
- 1968 - 2. Miedznarodowe biennale grafiki, Krakow, 2. nagrada Museum Narodowe Poznan
- 1968 - red zaslug za narod s srebrnimi žarki ob umetnikovi 60-letnici
- 1970 - 3. Miedznarodowe biennale grafiki, Krakow, Grand Prix
- 1970 - VI. zagrebačka izložba jugoslovanske grafike, Zagreb, srebrna plaketa z diplomo Zveze likovnih umetnikov Jugoslavije
- 1971 - 9. mednarodna grafična razstava, Ljubljana, častna nagrada
- 1972 - VII. zagrebačka izložba jugoslovanske grafike, Zagreb, častna nagrada
- 1972 - 1. Biennale de gravure, Fredrikstad, zlata medalja
- 1972 - 1. Biennale de gravure, Fredrikstad, častna nagrada
- 1972 - 8. mednarodni grafični bienale, Tokio, nagrada President of Japan Foundation
- 1973 - 10. mednarodna grafična razstava, Ljubljana, velika častna nagrada
- 1973 - 6. jesenski salon, Banja Luka, odkupna nagrada
- 1974 - VIII. zagrebačka izložba jugoslovanske grafike, Zagreb, častno priznanje žirije
- 1974 - Jakopičeva nagrada, Ljubljana
- 1974 - VI. jesenski salon, Banja Luka, odkupna nagrada Umjetničke galerije Banja Luka
- 1974 - VI. jesenski salon, Banja Luka, odkupna nagrada Doma kulture Banja Luka
- 1974 - diploma Zveze likovnih umetnikov Jugoslavije
- 1974 - srebrna plaketa Zveze likovnih umetnikov Jugoslavije
- 1976 - Bevkova nagrada Skupščine občine Nova Gorica, Nova Gorica
- 1976 - red dela z rdečo zastavo, Beograd
- 1977 - nagrada Gottfried von Herder, Dunaj[10]

## Zbirke, ki hranijo dela Rika Debenjaka
Manjšo zbirko njegovih del, predvsem grafik, hranijo v Galeriji v rojstnem Kanalu, poimenovani po njem. Ob njenem vhodu so 22. februarja 2008 odkrili portretno glavo umetnika (delo kiparja Mirsada Begića).
- Municipial Museum, Aleksandrija
- Zbirka A, Graff-Bourquin, Arbon
- Muzej suvremene umetnosti - Kolekcija Grafički kolektiv, Beograd
- Städtische Kunstgalerie, Bochum
- Kuhnstalle - Kleine Grafik-Galerie, Bremen
- Umjetnička galerija, Cetinje
- Cincinnati Art Museum, Cincinnati
- Oregon State College, Corvallis
- Scottish National Gallery of Modern Art, Edinburg
- Glasgow Art Galery and Museum, Glasgow
- Karl-Ernst-Ost-Haus-Museum, Hagen
- Kunsthalle, Kiel
- Gorjupova galerija, Kostanjevica na Krki
- Museum Narodowe, Krakov
- Mednarodni grafični likovni center, Ljubljana
- Moderna galerija - Galerija Akademije likovnih umetnosti, Ljubljana
- Victoria and Albert Museum, London
- Zbirka Bianco e Nero, Lugano
- Umetnostna galerija, Maribor
- Civica Galleria d'arte moderna, Milano
- Zbirka D. Nehruja, New Delhi
- Museum of Modern Art - Guggenheim Museum, New York
- Goriški muzej, Nova Gorica
- Galerija Matice Srpske, Novi Sad
- Oldenburg Kunstverein, Oldenburg
- Bibliotèque Nationale, Cabinet des Éstampes, Pariz
- Galerie Bernheim Jeune, Pariz
- Musee National d'Art Moderne, Pariz
- Zbirka L'Oeuvre Gravée, Pariz
- Likovna zbirka Bernardin, Portorož
- Muzeum Narodowe, Poznanj
- Museu de Arte Moderna, Rio de Janeiro
- Museum de Arte Moderna, São Paulo
- Muzej na sovremena umetnost, Skopje
- Umetnostni paviljon, Slovenj Gradec
- Zbirka Likovnog susreta, Subotica
- Staatsgalerie, Stuttgart
- National Museum of Modern Art, Tokio
- Accademia di Belle Arti, Torino
- Royal Ontario Museum, Toronto
- Muzeum Narodowe, Varšava
- The Library of Congress, Washington, D.C.
- Graphische Sammlung Albertina, Dunaj
- Galerija suvremene umjetnosti - Kabinet grafike Jugoslovenske akademije znanosti i umjetnosti, Zagreb[11]
- Umetnostna galerija Maribor